# Carl Lampert

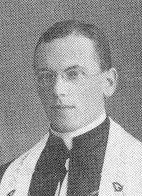
Lampert bij zijn priesterwijding

Carl Lampert (Göfis (Feldkirch), 9 januari 1894 – Halle (Saale), 13 november 1944) was een Oostenrijkse, rooms-katholieke geestelijke. Hij werd wegens zijn aanhoudende kritiek onder het nazi-regime veroordeeld wegens spionage en geëxecuteerd. In 2011 werd hij door de Katholieke Kerk zalig verklaard.
Lampert werd in 1918 tot priester gewijd. Wegens zijn aanhoudende kritiek op het nazi-regime werd hij een aantal keer aangehouden 'voor zijn eigen veiligheid'. In februari 1943 werd hij door de Gestapo gearresteerd in Stettin nadat hij in een aantal preken kritiek op Adolf Hitler had geleverd. Na verschillende maanden van brute verhoren in de gevangenis van Torgau, werd hij in een schijnproces veroordeeld wegens het doorspelen van militaire geheimen aan de geallieerden. Op 13 november 1944 werd Lampert geëxecuteerd met de guillotine.
Op 13 november 2011 werd Carl Lampert zalig verklaard, nadat hij eerder in 1997 tot Dienaar Gods was uitgeroepen.

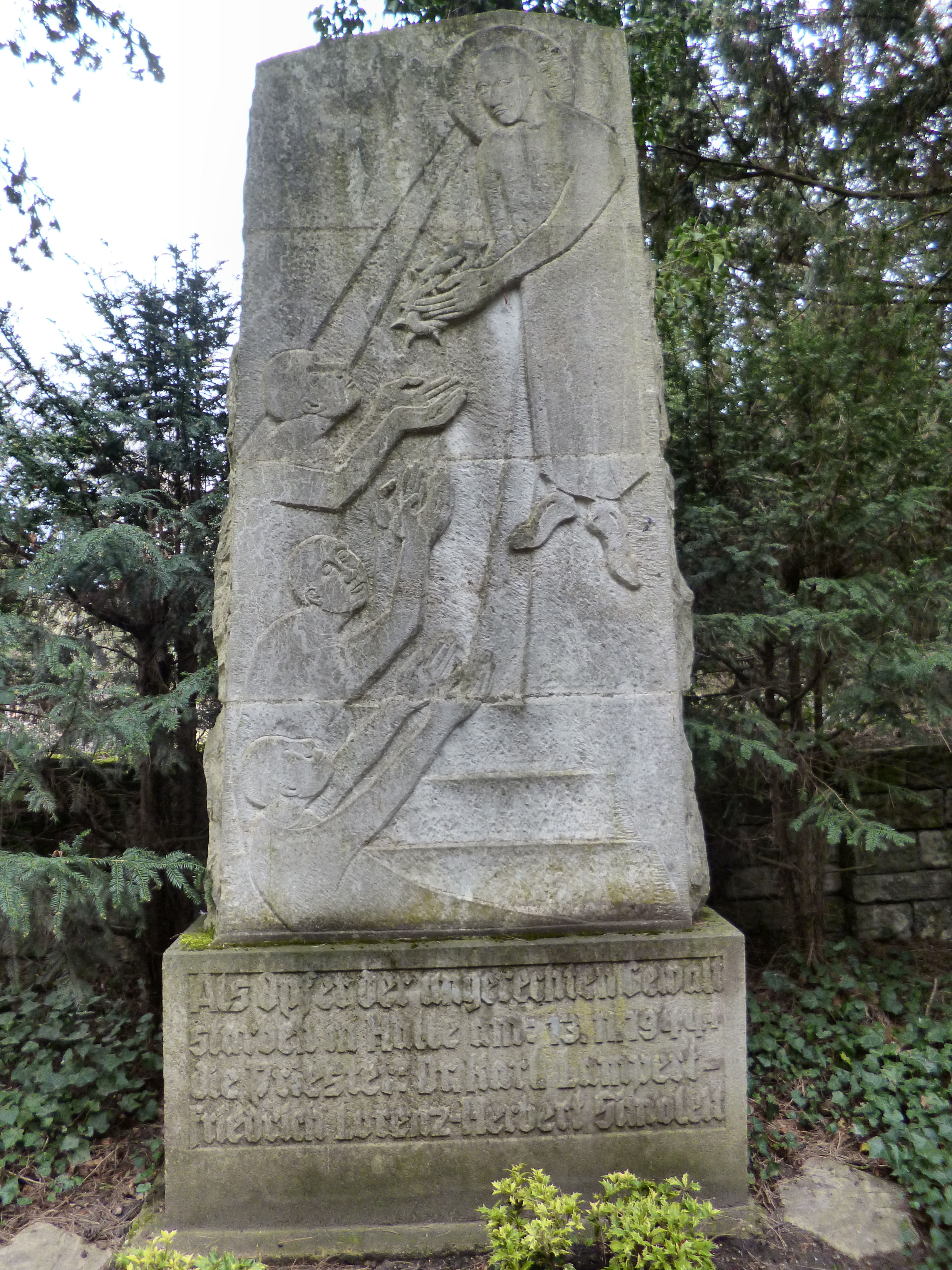
Gedenksteen voor de geëxecuteerde priesters Carl Lampert, Friedrich Lorenz en Herbert Simoleit, Südfriedhof, Halle (Saale)